# Justicière
Pour les articles homonymes, voir La Justicière (homonymie).
Justicière (titre original : Oathbringer) est un roman de fantasy de Brandon Sanderson, paru en 2017 aux États-Unis puis en 2019 en français. C’est le troisième tome d’une série prévue pour compter dix livres consacrés au monde de Roshar et intitulée Les Archives de Roshar.

## Résumé
La tempête éternelle a été invoquée. Urithiru, la grande cité perdue des chevaliers radieux, a été retrouvée. Dalinar, haut prince de la maison Kholin et Forgelien lié au père-des-tempêtes, se retrouve à la tête d'une coalition Alethi dispersée pour lutter contre le retour des néantifères. 
Les chevaliers radieux sont enfin réunis, mais leur faible nombre face à la nouvelle menace semble rendre la tâche impossible. 
Dalinar va tenter de réunir les monarques du monde entier autour de lui afin de lutter contre Abjection et son armée, tandis qu'une équipe réduite menée par Kaladin ainsi que Shallan vont infiltrer la capitale d'Alethkar pour la libérer du joug des néantifères et des parshes qui ont été libérés de leur servilité par la tempête éternelle.
Mais que sont vraiment les néantifères ? Et comment Dalinar, l'épine noire, dont la férocité est crainte dans tout Roshar, arrivera-t-il à se faire entendre pour obtenir l'aide dont le monde a besoin pour résister aux armées d'Abjection ?
Comme les derniers volumes des archives de Roshar, celui-ci explore, à travers des flashback, le passé de l'un des personnages. Cette fois-ci, nous suivons Dalinar, durant les années où, en tant que frère du roi, il menait leurs armées pour unifier Alethkar. À travers ces réminiscences, nous découvrons le passé sombre de l'homme qui représente aujourd'hui l'espoir de l'humanité et des chevaliers radieux.